# Тисадоб

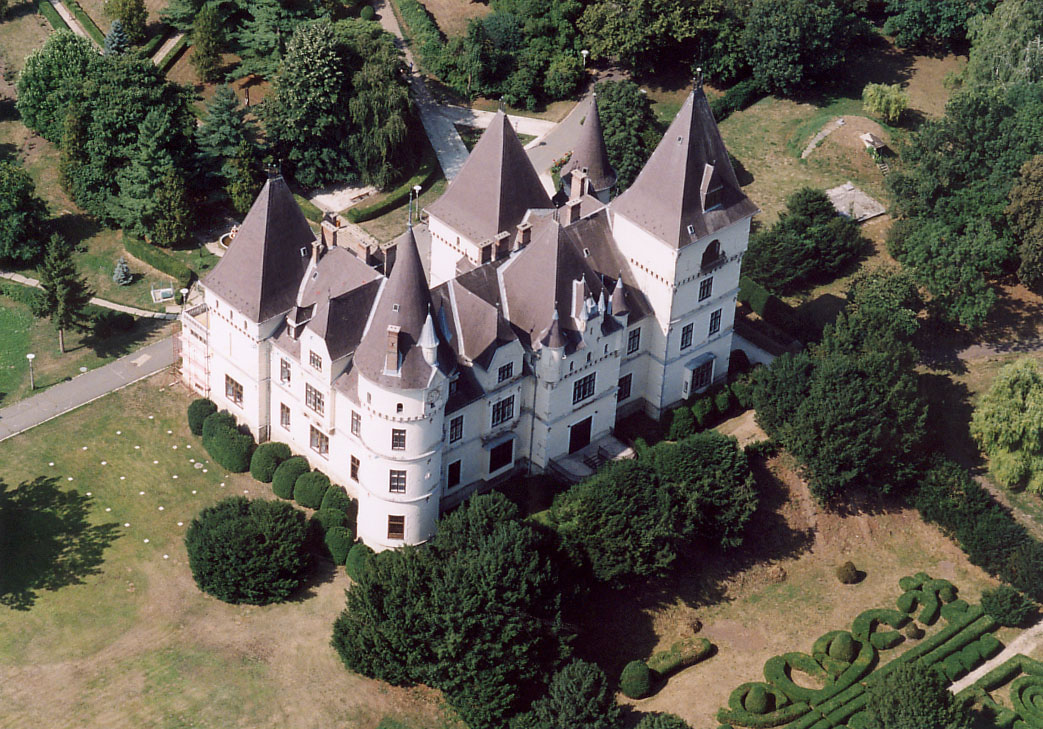
Замок Андраши

Тисадоб (венг. Tiszadob) — посёлок(надькёжег) в медье Сабольч-Сатмар-Берег в Венгрии.

Посёлок занимает площадь 82,61 км², там проживает 3016 жителей (по данным 2010 года). По данным 2001 года, 93 % жителей посёлка — венгры, 7 % — цыгане.

## Расположение
Посёлок расположен на реке Тисе примерно в 41 км к западу от города Ньиредьхаза. В посёлке есть железнодорожная станция.

## Достопримечательности
- Замок Андраши, построенный графом Дьюлой Андраши в 1880—1885 годах. Замок имеет 365 окон, 52 комнаты, 12 башен и 4 входа, что символизирует год (количество дней, недель, месяцев и времён года).

## Население
| Год  | Численность | Численность |
| ---- | ----------- | ----------- |
| 2013 | 2929        | [ 4 ]       |
| 2014 | 2914        | [ 5 ]       |
| 2015 | 2881        | [ 6 ]       |
| 2021 | 2696        | [ 7 ]       |
| 2022 | 2557        | [ 8 ]       |
| 2023 | 2567        | [ 9 ]       |
| 2024 | 2532        | [ 1 ]       |